# Vitor Ferraz
Vitor Ferraz (ur. 30 sierpnia 1985) – brazylijski judoka.
Startował w Pucharze Świata w 2014. Srebrny medalista igrzysk Ameryki Południowej w 2006 i pierwszy w drużynie. Trzeci na wojskowych MŚ w 2006 roku. 